# Grammonota texana
Grammonota texana là một loài nhện trong họ Linyphiidae.
Loài này thuộc chi Grammonota. Grammonota texana được Richard C. Banks miêu tả năm 1899.